# Wicked!

## Tracce

### Versione originale
1. Let Me Be Your Valentine – 5:42
2. Wicked Introduction – 1:49
3. I'm Raving – 3:25
4. We Take You Higher – 4:22
5. Awakening – 4:26
6. When I Was A Young Boy – 3:59
7. Coldwater Canyon – 5:15
8. Scooter Del Mar – 4:58
9. Zebras Crossing The Street – 4:58
10. Don't Let It Be Me – 3:59
11. The First Time – 5:27
12. Break it Up – 3:36

Durata totale: 51:56

### Versione speciale
1. Wicked Introducion – 1:49
2. I'm Raving – 3:25
3. We Take You Higher – 4:22
4. Awakening – 5:26
5. When I Was A Young Boy – 3:59
6. Coldwater Canyon – 5:15
7. Scooter Del Mar – 4:58
8. Zebras Crossing The Street – 4:58
9. Don't Let It Be Me – 3:59
10. The First Time – 5:27
11. Break It Up – 3:36
12. I'm Raving (Taucher Remix) – 9:44
13. B-Site (WWW Mix) – 5:35
14. I'm Raving (Extended) – 5:06

Durata totale: 67:39

## Formazione
- Hans-Peter Geerdes (H.P. Baxxter)- voce, chitarra a.k.a "Sheffield Dave"
- Hendrik Stedler (Rick Jordan) - tastiera
- Sören Bühler (Ferris Bueller) - tastiera

## Informazioni aggiuntive
La copertina è stata ideata da Marc Schilkowski (compresa la fotografia).
Tutte le tracce sono state pubblicate dalla Edition Loop! Dance Constructions tranne per la traccia 2 (pubblicata dalla Warner Chappell) e per le tracce 9 e 11 (pubblicate dalla Edition Get Into Magic con la Warner Chappell).
I testi di Don't Let It Be Me e Break It Up sono stati scritti da Nosie Katzmann. La voce in The First Time è di Mary K.
Il remix di I'm Raving (Taucher Remix) è opera di DJ Taucher con Torsten Stenzel ed è stato scritto da Marc Cohn.